# Winter-Universiade 1962
Die Winter-Universiade 1962 fand vom 6. bis 12. März in Villars-sur-Ollon statt.

## Sportarten
| Disziplin             | Entscheidungen |
| --------------------- | -------------- |
| Eishockey             | 1              |
| Eiskunstlauf          | 3              |
| Nordische Kombination | 1              |
| Ski Alpin             | 8              |
| Skilanglauf           | 4              |
| Skispringen           | 1              |
| Gesamt                | 18             |

## Medaillenspiegel
| Platz  | Land             | Gold | Silber | Bronze | Gesamt |
| ------ | ---------------- | ---- | ------ | ------ | ------ |
| 1      | BR Deutschland   | 6    | 2      | 2      | 10     |
| 2      | Sowjetunion      | 4    | 3      | 2      | 9      |
| 3      | Frankreich       | 3    | 2      | 3      | 8      |
| 4      | Japan            | 2    | 2      | 3      | 7      |
| 5      | Polen            | 1    | 1      | 1      | 3      |
| 5      | Tschechoslowakei | 1    | 1      | 1      | 3      |
| 7      | Schweiz          | 1    | –      | –      | 1      |
| 8      | Österreich       | –    | 2      | 5      | 7      |
| 9      | Ungarn           | –    | 2      | –      | 2      |
| 10     | Bulgarien        | –    | 1      | –      | 1      |
| 10     | Finnland         | –    | 1      | –      | 1      |
| 10     | Norwegen         | –    | 1      | –      | 1      |
| 13     | Jugoslawien      | –    | –      | 1      | 1      |
| 13     | Schweden         | –    | –      | 1      | 1      |
| Gesamt | Gesamt           | 18   | 18     | 19     | 55     |